# 福井県道101号三国金津線
福井県道101号三国金津線（ふくいけんどう101ごう みくにかなづせん）は福井県坂井市と同県あわら市を結ぶ一般県道（福井県道）である。

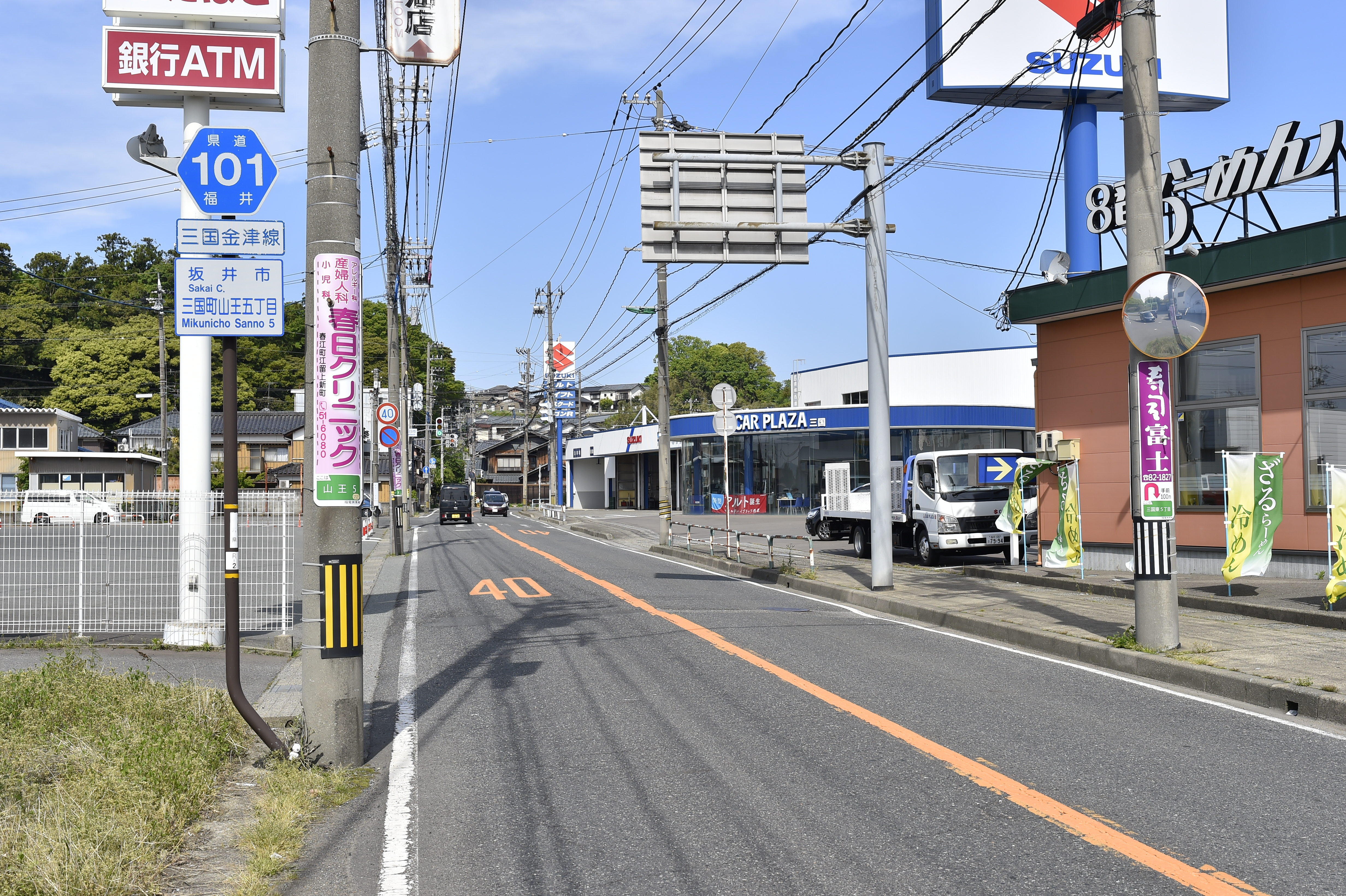
福井県道101号三国金津線
坂井市三国町山王五丁目（2022年5月）

## 路線概要
国道305号と福井県道29号福井金津線を結ぶ役割を担う県道である。嶺北北部を網の目上に走る路線の一つであり、周囲の県道と合わせてこの地域の交通を包括的に担っている。また平成の大合併以前は坂井郡三国町、芦原町、金津町の3町を結ぶ役割も担っていた。現在でも名前だけの合併にならないように、この旧町域を越えた交流を目指す意味で非常に重要な路線となっている。

### 路線データ
- 起点：福井県坂井市三国町山王
- 終点：同県あわら市六日

## 通過する自治体
- 福井県
  - 坂井市 - あわら市

## 道路状況
全線片側一車線の確保された一般的な県道である。この周辺地域を東西に走る路線の中では最も交通量が多く、混雑することが多い。特に朝と夕方は周辺が住宅街ということもあり、出勤帰宅時間と重なり渋滞することも間々ある。移動が目的の場合、この時間帯の県道101号の利用は避ける事が賢明といえるだろう。

## 接続路線
- 国道305号（起点）
- 国道365号（国道305号と重複中・起点）
- 福井県道5号福井加賀線（重複）
- 福井県道7号三国東尋坊芦原線（起点）
- 福井県道29号福井金津線（終点）
- 福井県道103号福井三国線（重複）
- 福井県道106号三国丸岡停車場線
- 福井県道109号南横地芦原線
- 福井県道226号三国停車場桜谷線

## 沿線
- 三国神社
- えちぜん鉄道三国芦原線 本荘駅